# Герб Луцька
Герб Луцька — офіційний символ міста Луцьк, адміністративного центру Волинської області. Затверджений рішенням сесії Луцької міської ради від 23 серпня 2007 року.

## Опис
Гербовий щит має форму чотирикутника із півколом в основі.
На червоному полі щита — срібна гербова постать Святого Миколая у повному єпископському вбранні (срібного та золотого кольору), із золотим німбом навколо голови, босоніж. У правій руці Святий Миколай тримає патерицю у вигляді шестираменного Захисного (патріаршого) хреста, у лівій — розгорнуту книгу золотого кольору.
Щит може бути обрамленим золотим декоративним картушем і увінчаний срібною мурованою короною.

## Символізм
Символіка кольорів:
- Червоний — мужність, відвага і звитяга, кров пролита за віру; також — історичний колір Волині.
- Золото — шляхетність, справедливість, милосердя, лагідність, духовність.
- Срібло — багатство, невинність, краса, щирість.
- Золото з червоним — воля, стабільність, незалежність.
- Срібло з червоним — відвага.

Шестираменний Захисний (патріарший) хрест символізує перемогу християн над силами сходу, захист перед нашестями та морами, підкорення сил стихії.
Розгорнута книга символізує Євангеліє, захист Божих сил та опіку наукам.
Босі ноги Святого Миколая символізують міфологічні функції управителя погодою та водною стихією.
У літописах його описано як сонце на червоному полі.
Основою герба стали найдавніші зображення зі збережених історичних печаток на міських документах з архівів Києва, Львова, Кракова, Варшави, що датуються 1565—1616 роками. Зібраний матеріал дозволив обрати як гербову фігуру постать святого Миколая. Імовірність цього вибору підтверджується також свідченнями та пропозиціями польських геральдистів, які готували свої пропозиції щодо герба Луцька ще 1938 року.

## Історія

### Маґдебурзьке право
В тексті, першого з відомих науці привілеїв Луцьку на маґдебурзьке право від 31 липня 1497 року, жодного слова про надання місту герба. Така ситуація в історії самоврядування українських міст не була винятком, а означала, що міська громада Луцька уже мала усталений символ.

### Міські печатки
Образ Святого Миколая з'являється на гербі міста, який використовував міський уряд – магістрат. Луцький магістрат поділявся на дві колегії: лаву і раду.
Лава, яку очолював війт, займалася переважно кримінальними справами. Лавники допитували обвинувачених, оглядали місце скоєння злочину, готували тексти вироків, були присутні під час виконання вердиктів. Лава мала свою печатку, в центрі якої був зображений архангел, що стоїть на колінах. Існує думка, що це міг бути архангел Михаїл.
Другою колегією магістрату була рада, яку очолювала виборна посада бургомистра. Луцька рада була водночас виконавчим і судовим органом. Судова компетенція ради передбачала здебільшого розгляд цивільних справ. Рада завідувала міськими статками і представляла місто в його зовнішніх відносинах. Рада вела нагляд за благоустроєм міста, займалася обліком міських прибутків та видатків. Рада на своїй печатці містила зображення святого Миколая.
Вважають, що печатка виконувала функцію міського герба, тому поняття герба і печатки прийнято вважати тотожними.

### Перший герб

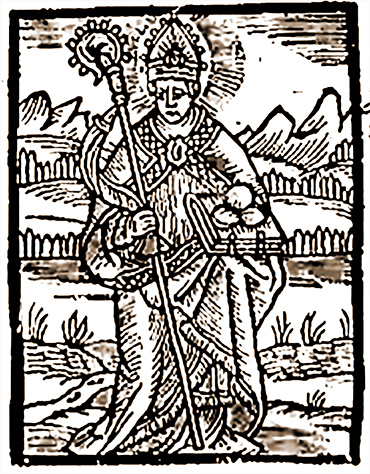
Герб Луцька в книзі Б. Папроцького (1578 рік)

Перший відомий герб Луцька описаний в книзі польського шляхтича і хроніста Бартоша Папроцького «Gniazdo cnoty» 1578 року – Святий Миколай із жезлом та книгою в руках. Цифрову копію цієї книги отримано завдяки роботі польських цифрових архівів. Святий Миколай спочатку зображувався в митрі, пізніше - в крислатому капелюсі.
Вважається, що традиція вшановувати святого бере початок в Іпатіївському літописі.
У тексті, датованому 1259 роком, ідеться про те, що біля Луцька стояли війська Куремси, воєводи татарського хана Батия. Захисники міста зруйнували міст, яким мало пройти військо. Тоді Куремса налагодив так звані пороки – зброю для метання каміння. Однак святі Іван і Миколай сотворили чудо – вітер, який не дозволив використати пороки. Він був такої сили, що випущені з пороків снаряди полетіли назад на татар, побивши їх.

#### Другий герб

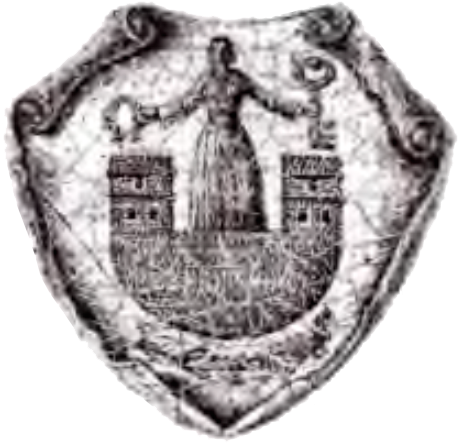
Печать Луцька 1782 року

У XVIII столітті із кардинальною зміною етно-конфесійного складу міських урядовців на герб Луцька приходить новий аґіографічний символ – коронована жіноча постать з вінками в руках. Вперше зафіксований на луцькій лаковій печатці 1782 року, що збережена в архівах Польщі.
«Ніхто донині не пояснює причини, у зв’язку з якою було зображено вінки в руках постаті, що стоїть у човні. Таке пояснення з’являється у зв’язку з наявним до сьогоднішнього дня звичаєм, що існує в Луцькому костелі. У першу неділю липня в костелі відправляється богослужіння в пам’ять про мученика-лицаря Святого Рецеса. Реліквію святого привіз до Луцька з Риму у 1630 році тогочасний єпископ Ґроховський для того, щоб просити Бога відвернути «смертоносне повітря», яке нищило жителів міста. У зв’язку з богослужіннями, священик роздає дівчатам невеликі зелені вінки у пам’ять про день, коли до Луцька привезли реліквію та припинилася чума», - пише Тадеуш Свіщовський.
Очевидно, заміна символіки сталася пізніше 1630 року.

Одна з кольорових реконструкцій

Редактор часопису «Archiwum Heraldyczne» А. Хоміцкі вказує, що в основі жіночої постаті нового луцького гербу лежить чудотворний образ Найсвятішої Панни луцького домініканського конвенту. Найновіше монографічне дослідження Н. Сінкевич про домініканський орден на Волині доводить справедливість такого припущення. Славнозвісна луцька ікона Богородиці Сніжної (Римської), що почала чудотворити на початку XVII ст., знайшла особливо багато прихильників серед волинської шляхти. На самому початку XVIII ст. домініканці надали культу Богородиці певної спеціалізації: вона пропагувалась як головна хранителька усієї Волині – від татар в минулому, шведів та московитів того часу. «Вогню і стріл татар нехай Луцьк не боїться – його покриває тінь Діви», – такий вислів містився на арці-декорації під час урочистостей 1749 року з коронування ікони.

### Російський період
В ХІХ столітті, коли Волинь опинилася у складі Російської імперії, герб міста корегувався. Ось як відгукувалися міські чиновники про міський герб у 1839-1840 роках.
«Издревле городъ Луцкъ имѣлъ форму лодки, окруженной водой, и имѣлъ двѣ главныя башни... Въ знакъ побѣдоносности изображена вѣнценосная дѣва". Къ уже имѣющемуся гербу по россійскому обычаю была добавлена верхняя часть съ гербомъ Волынской губерніи. Однако, этотъ гербъ не былъ утвержденъ. Въ литературѣ описанъ, напримѣръ, такой неутвержденный проектъ герба Луцка Волынскаго намѣстничества: "Въ верхней золотой части щита гербъ Волынскій, въ нижней, червленой части, вѣнценосная дѣва, стоящая въ лодкѣ и держащая въ каждой рукѣ по вѣнку надъ башнями. Вѣнки золотые, дѣва, лодка и башни - серебряные. Вода - лазуревая, лицо дѣвы – розовое».

#### Проєкт Кене
1860 року було складено новий проєкт герба міста Луцька:
"У червленому полі срібна стояча на такому ж човні між двома срібними вежами з червленими швами діва, прикрашена срібною з чотирма зубцями короною і тримає в руках два срібні вінки".
Передбачалося, що щит обрамлятимуть колосся, перев'язані Олександрівською стрічкою. Проєкт не було затверджено.

#### Другий російський герб
1890 року волинський губернатор запропонував оновлений варіант: острів із замком і восьмикутним гербом на вежі. Спеціалісти Герольдії доповнили проєкт. В результаті герб Луцька був затверджений імператором у Царському Селі 27 січня 1911 (закон №34692):
"У срібному щиті червлена фортечна вежа з лицарем натурального вигляду, що виходить з неї та тримає в правій руці опущений меч, а в лівій - восьмикінцевий золотий хрест. У вільній частині щита - герб Волинської губернії. Щит прикрашений срібною баштовою короною з трьома зубцями та оточений двома золотими колосами, з'єднаними Олександрівською стрічкою”.

Це була перша офіційна заміна жінки з вінками.

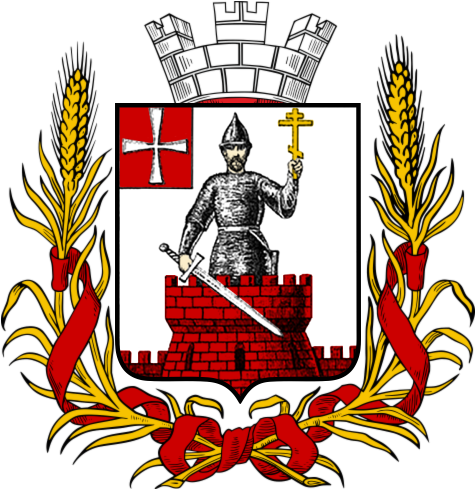
Герб Луцька 1911
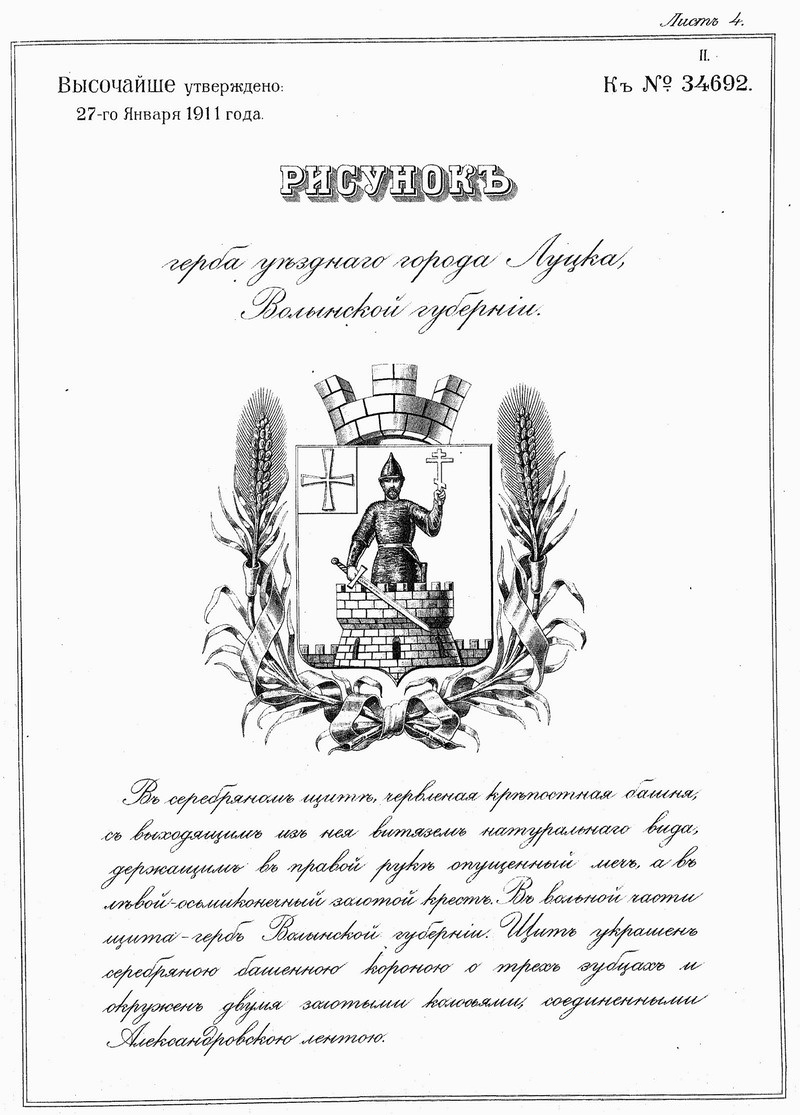
Затвердження герба Луцька 1911 року

### Радянський герб

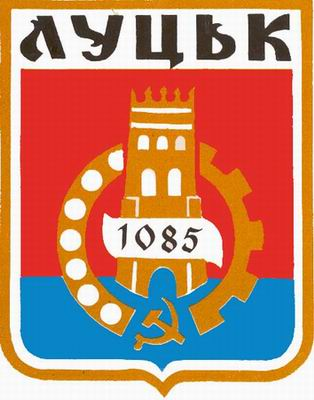
Герб Луцька 1985

Новий герб затверджено 28 липня 1982 року Рішенням № 160-3.40 виконкому Луцької міської Ради народних депутатів.
Герб має форму перетнутого знизу щита, обрамленого вузькою золотою облямівкою. Верхня частина червоного кольору, нижня – синього. Колірна гама поля щита відповідає кольорам Державного прапора УРСР.
У центрі щита зображено в'їзну вежу Луцького замку, як символ мужності у боротьбі з іноземними загарбниками. Башту оточує блакитне кільце, праву частину якого становить підшипник, а ліву – шестерня, що символізує розвиток промисловості. В основі кільця знаходяться червоні серп та молот, у центрі сріблом вміщена дата "1085" - рік першої згадки про місто в літописі.
У верхній частині щита золотом накреслено назву міста українською мовою "ЛУЦЬК".

### Незалежна Україна
Затверджений 27 грудня 1994 року рiшенням №632-рр голови міської ради. Автор - Г. Санін.
"На червоному щиті срібна фортечна стіна з двома срібними баштами, на якій - жінка у срібному одязі, що тримає в руках два срібні ж вінки."
Герб створений на основі печатки міста XIII століття. Мури з двома вежами символізують розбудову і розквіт Луцька. Символ жінки з двома вінками - традиційний з античних часів знак опікунки міста, що широко використовувався в середньовічній геральдиці. Два вінки - це розквіт ремесла і науки.
На VI Міжнародній науковій геральдичній конференції восени 1997 р. (Львів) пройшов апробацію та був схвалений проєкт символіки Луцька, який подавався ще раніше на конкурс, оголошений міською радою. На основі цього проєкту й був опрацьований варіант, затверджений 2007 р. Але 29 січня 1998 року рішенням сесії міської ради, прийняла іншу символіку: новий герб, прапор та печатку міста. Згідно з описом, що зберігається у міській раді, герб являє собою дводільний щит прямокутної форми зі співвідношенням сторін 6:9, нижня частина якого має загострений виступ; у верхньому полі щита на золотому тлі розміщено зображення явлення св. Миколая (св. Миколай на хмарі); нижнє поле блакитного кольору містить стилізоване зображення луцького замку, як символ неприступності міста. Ні в офіційних документах сесії, ні в пресі прізвища авторів не зазначені.

#### Конкурс 1997 року
1997 року творчою групою УГТ складено проєкт герба Луцька:
"У щиті із округленою нижньою частиною у золотому полі Святий Миколай у червоній митрі, синій фелоні, червоному омофорі зі срібними хрестами, золотий епітрахілі з білим підрізником босоніж. У правій руці Святий Миколай тримає посох, у лівій розгорнуту книгу з фрагментом літописного тексту про чудо Луцька."
Золотий колір символізує багатство, добробут та щедрість. Босі ноги символізують міфологічні функції управителя погодою та водною стихією. Одяг та атрибути природного кольору.
Проєкт було попередньо схвалено, але не затверджено офіційно.
Того ж 1997 року свій проєкт запропонували П. Троневич та О. Дишко. Вони взяли за основу срібний волинський хрест на чероному полі, у накладному щитку зображувався один з історичних гербів міста - діва, що стоїть на човні та тримає вінки. Проєкт не отримав схвалення.

#### Другий український герб

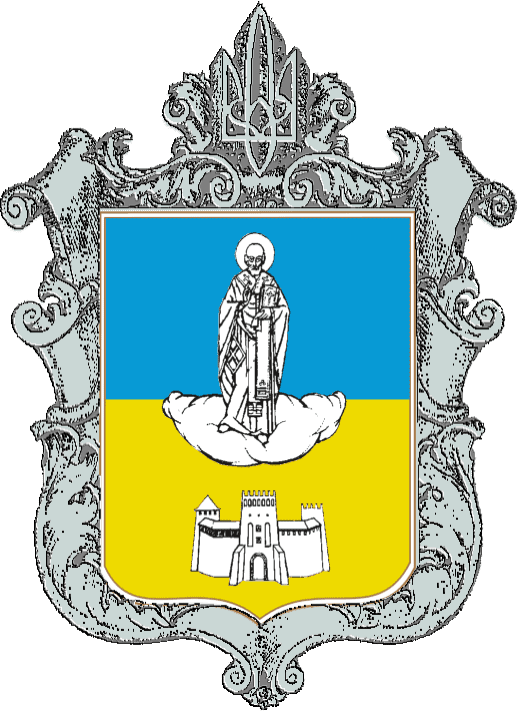
Герб Луцька 1998

29 січня 1998 року (21 січня 1998 року) рішенням сесії міської ради №11/3 було затверджено герб міста Луцька:
"Щит перетятий золотом і лазур'ю. На щиті - срібний Святий Миколай на срібній хмарі. В нижній частині - срібний силует Луцького замку."